# D'autres vies que la mienne
D'autres vies que la mienne est un récit d'Emmanuel Carrère publié le 5 mars 2009 aux éditions P.O.L.

## Historique du livre
Après Un roman russe, un récit sur sa famille et donc complètement autobiographique, Emmanuel Carrère a l'envie de faire un livre où il n'est pas le premier protagoniste. Comme le titre l'indique, il a l'intention de faire le récit des vies des gens qu'il rencontre. Que ce soit la famille de la petite disparue lors du tsunami, Patrice, Etienne et même les familles victimes de surendettement, Carrère fait comprendre aux lecteurs leurs souffrances, leur situation, leur caractère...[réf. nécessaire]

## Résumé
À l'instar de ses précédents récits (L'Adversaire et Un roman russe), Emmanuel Carrère écrit à la première personne et se met lui-même en scène dans ce livre. Le récit débute au Sri Lanka où il passe ses vacances avec sa compagne Hélène, son fils Jean-Baptiste et le fils d'Hélène, Rodrigue. Leurs vacances se passent au moment du grand tsunami qui a dévasté le Sri Lanka en 2004. Carrère va relater le drame qu'a subi une famille française en vacances elle aussi : Juliette leur fille unique est morte durant le tsunami. Carrère, ayant fait connaissance avec cette famille, raconte leur vie et montre l'impact de ce drame sur celle-ci. Les deux familles vont rapidement se lier d'amitié.
À son retour à Paris, l'auteur est confronté à un autre drame : la mort de sa belle-sœur Juliette, mariée et mère de trois filles en bas âge. Il va faire le récit de l'agonie de cette femme cancéreuse et de la tristesse profonde de son entourage. À la suite de la mort de Juliette, la famille est conviée à aller voir un ami et ancien collègue de Juliette, Étienne Rigal. Ce dernier explique les liens qu'il avait avec la défunte. C'est à la suite de ce récit passionnant que Carrère va avoir l'idée de faire ce livre. Il va rencontrer à plusieurs reprises cet homme qui va lui raconter son métier de juge, son cancer lui ayant fait perdre une jambe (comme Juliette). Il connait Juliette car ils ont été ensemble juges au tribunal d'instance de Vienne où ils s'occupaient d'affaires de surendettements colossaux. Étienne raconte leur combat commun en faveur des familles démunies et contre les gros établissements de crédit. Carrère fait également plus ample connaissance avec Patrice, le mari de Juliette. Ce dernier revient sur sa vie de couple et les derniers jours de sa femme.

## Adaptation
Le film Toutes nos envies de Philippe Lioret, sorti en 2011, a été adapté très librement de ce livre.